# Fossombroniales
Fossombroniales là một bộ rêu trong ngành Marchantiophyta.